# Jaroměřice
Jaroměřice (en allemand : Jaromierschitz) est une commune du district de Svitavy, dans la région de Pardubice, en Tchéquie. Sa population s'élevait à 1 169 habitants en 2024.

## Géographie
Jaroměřice se trouve à 25 km au sud-est de Svitavy, à 84 km au sud-est de Pardubice et à 174 km au sud-est de Prague.
La commune est limitée par Biskupice au nord, par Kladky et Šubířov à l'est, par Skřípov au sud-est, par Úsobrno au sud, par Uhřice au sud-ouest et par Jevíčko à l'ouest.

## Histoire
Jaroměřice a été fondé à la fin du XIe siècle.

## Galerie

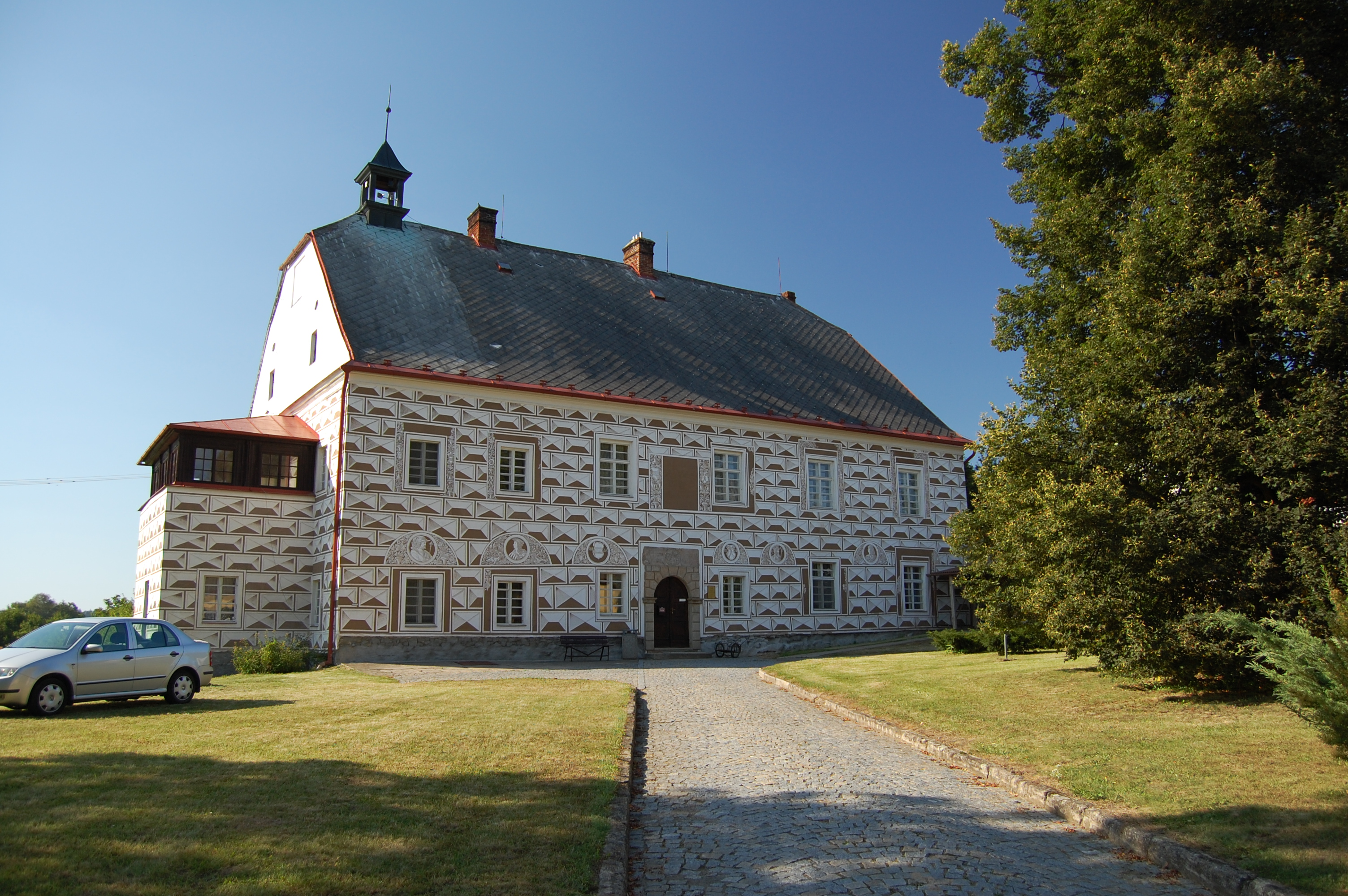
Château de Jaroměřice.
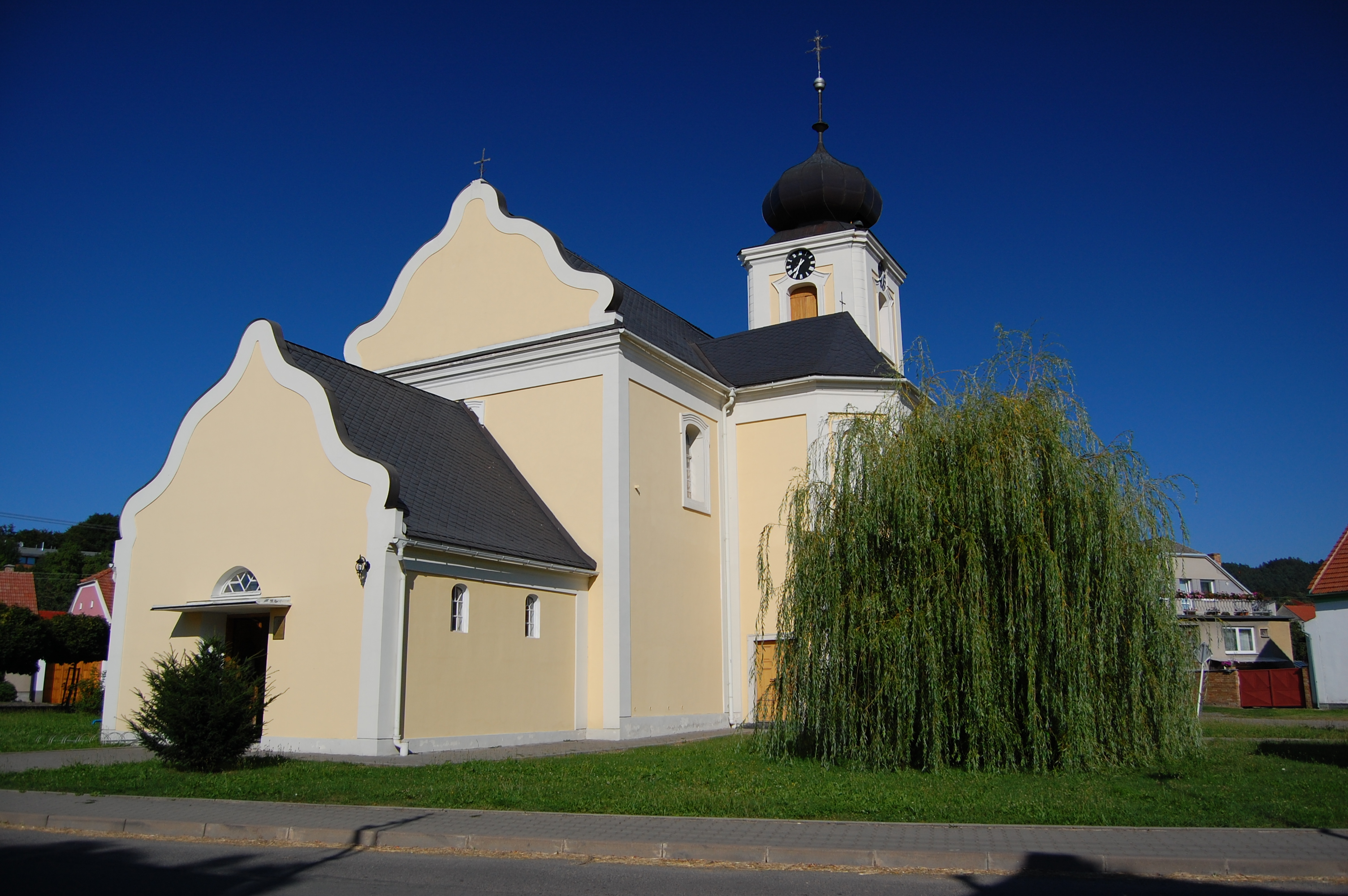
Église de Tous-les-Saints.

## Administration
La commune se compose de deux sections :
- Jaroměřice
- Nový Dvůr

## Transports
Par la route, Jaroměřice se trouve à 6 km de Velké Opatovice, à 35 km de Blansko, à 128 km de Pardubice et à 244 km de Prague. 